# يوهانس فابيان
يوهانس فابيان (بالهولندية: Johannes Fabian)‏ هو عالم إنسان هولندي، ولد في 19 مايو 1937 في غلوغو في بولندا.